# Eparhija buenosajreska
Eparhija buenosajreska i južnocentralnoamerička je eparhija Srpske pravoslavne crkve na teritoriji Južne i Srednje Amerike.
Nadležni arhijerej je episkop Kirilo Bojović, a sjedište eparhije se nalazi u Buenos Airesu.